# زوکارلو
زوکارلو (به ایتالیایی: Zuccarello) یک کومونه در ایتالیا است که در استان ساونا واقع شده‌است. زوکارلو ۱۰٫۷ کیلومتر مربع مساحت و ۳۳۹ نفر جمعیت دارد و ۱۳۰ متر بالاتر از سطح دریا واقع شده‌است.